# 愛媛県道35号野村城川線
愛媛県道35号野村城川線（えひめけんどう35ごう のむらしろかわせん）は、愛媛県西予市を通る県道（主要地方道）である。

## 概要
愛媛県西予市城川町田穂と西予市城川町嘉喜尾を結ぶ。

### 路線データ
- 起点：西予市城川町田穂（国道441号交点）
- 終点：西予市城川町嘉喜尾（国道197号交点）

## 歴史
- 1993年（平成5年）5月11日 - 建設省から、県道野村城川線が野村城川線として主要地方道に指定される[1]。

## 地理

### 通過する自治体
- 西予市

### 交差する道路
- 国道441号（起点）
- 国道197号（終点）

### 沿線にある施設など
- 西予市立魚成小学校